# Rivers Cuomo
Pour les articles homonymes, voir Cuomo.
Rivers Cuomo est un chanteur, guitariste et compositeur américain, né le 13 juin 1970 à New York.
Il est, depuis 1992, leader du groupe de rock Weezer, avec lequel il a sorti quinze albums. Le musicien, qui joue aussi du piano et de l'harmonica, compte par ailleurs trois albums solo.

## Musique

### Débuts
Rivers Cuomo voit le jour dans un hôpital du quartier de Manhattan. Il grandit dans le Connecticut avec ses parents, Beverly et Frank Cuomo, et un jeune frère prénommé Leaves.
Au départ influencé principalement par le hard rock (il raconte en 2002 dans une entrevue à Guitar World avoir, à l'adolescence, exigé du coiffeur qu'il lui fasse la coiffure de Tony Cavazo du groupe Quiet Riot) et le metal, il forme au Connecticut un groupe de metal progressif appelé Avant-Garde, au sein duquel il utilise le pseudonyme de Peter Kitts. Le groupe donne quelques concerts au Connecticut. En mars 1989, à l'âge de 18 ans, Rivers Cuomo part s'établir sur la côte ouest, à Los Angeles, Californie. Il y entraîne Avant-Garde, qui changera de nom et adoptera Zoom avant la fin de l'année. Zoom se dissout toutefois au printemps 1990.

### Weezer
Après une succession de projets musicaux éphémères, l'un d'entre eux étant un groupe nommé 60 Wrong Sausages dont le batteur était Patrick Wilson et dont une rare performance filmée peut être visionnée sur le DVD de Weezer, Video Capture Device, Rivers Cuomo fonde officiellement Weezer le 14 février 1992. La formation originale, outre Cuomo au chant et à la guitare et Wilson à la batterie, compte aussi Matt Sharp à la basse et Jason Cropper à la seconde guitare, uniquement acoustique au départ.
Weezer signe un contrat de disques avec DGC, une filiale de Geffen Records, le 25 juin 1993. Jason Cropper quitte le groupe. Il est remplacé par Brian Bell. Le groupe entre en studio en août 1993 avec aux consoles l'ancien chanteur de The Cars, Ric Ocasek, et entreprend l'enregistrement d'un premier album, Weezer, aussi connu comme The Blue Album, ou « L'album bleu ».
Au sein de Weezer, Rivers Cuomo est le parolier et le principal compositeur. Il a publié neuf albums studio avec le groupe : Weezer en 1994, Pinkerton en 1996, Weezer (aussi appelé The Green Album, ou « L'album vert ») en 2001, Maladroit en 2002, Make Believe en 2005, Weezer (aussi appelé The Red Album, ou l'album rouge) en 2008, Raditude en 2009 et Hurley, Death To The False Metal en 2010, Everything Will Be Alright in the End en 2014 ainsi que Weezer (aussi appelé The White Album, ou « l'album blanc ») en 2016. Cuomo apparait dans le DVD Video Capture Device, paru en 2004, mais il est le seul membre de la formation a ne pas avoir participé aux commentaires qui accompagnent certains des vidéo-clips présentés sur le document.

### Albums solo
Un premier album solo, Alone: The Home Recordings of Rivers Cuomo, est paru chez Geffen en décembre 2007.
Un album dans la même veine, Alone II: The Home Recordings of Rivers Cuomo, est paru en novembre 2008.

### Autres
Rivers Cuomo a écrit et enregistré près de 800 chansons, que ce soit seul, avec Weezer ou avec d'autres groupes. La majorité de ces chansons n'ont jamais été rendues publiques, mais un certain nombre ont circulé sur Internet.
Après le premier album, le musicien américain a entrepris l'écriture d'un space-opera intitulé Songs From The Black Hole, aujourd'hui considéré comme un album perdu, puisqu'il a été abandonné et n'a jamais vu le jour. Certains démos ont été diffusées sur internet, ou parues sur son album solo en 2007.
Rivers Cuomo a aussi fait partie vers 1997 d'un projet parallèle nommé Homie, qui a offert quelques concerts et enregistré une chanson pour la bande sonore d'un film paru en 1998.
Il a été brièvement gérant du groupe AM Radio.[réf. nécessaire]
En août 2007, Cuomo a annoncé qu'il travaillait sur un projet différent, étant susceptible d'être publié sous forme de livre. Il travaille, a-t-il précisé, sur un projet multimédia incluant photos, poèmes et extraits de journaux intimes, datant de 1992 jusqu'au 10 mai 1994, ce qui coïncide avec la période allant de la formation de Weezer jusqu'à la sortie de leur premier album. En octobre 2007, Cuomo déclarait que le projet totalisait plus de 400 pages.

### Vidéo-clips
Le chanteur de Weezer apparait dans tous les clips de son groupe. Il a également fait des caméos dans les vidéo-clips You Know It's Hard du groupe The Crystal Method et Cocaine Blues de la formation The Warlocks.

### Influences
Marqué de façon générale par le hard rock et le heavy metal au cours de l'adolescence, Rivers Cuomo a également mentionné au cours des années avoir été influencé par Kiss, les Beach Boys et Brian Wilson, Nirvana, Lou Barlow de Dinosaur Jr. et Sebadoh, Stevie Ray Vaughan et Giacomo Puccini. Les paroles de In The Garage, sur le premier album de Weezer, font explicitement référence à Kiss, deux de ses musiciens, Ace Frehley et Peter Criss, étant mentionnés dans la chanson.
En revanche, le travail de Cuomo au sein de Weezer a été cité comme influence par de nombreux groupes de rock indépendant de la fin des années 1990 et de la décennie 2000, tels Ozma, The Get Up Kids, Thursday, Jimmy Eat World et Saves The Day. L'étiquette nerd accolée au groupe et à son chanteur se retrouvent aussi chez Nerf Herder. Chris Carrabba, The Ataris, The Used, Relient K, The Bloodhound Gang, The All-American Rejects, Yellowcard, Something Corporate, Hoobastank, The Anniversary, Motion City Soundtrack ou Taking Back Sunday ont déjà nommé Weezer comme influence. Bien que musicalement très différent, Weezer est avec The Cure un des groupes favoris de Chino Moreno des Deftones, qui reprenait souvent Say It Ain't So en concert. Le second album de Weezer, Pinkerton, paru en 1996, a été cité par la presse musicale comme précurseur de l'explosion du genre emo au début des années 2000.

### Internet
À l'instar de plusieurs autres musiciens, Rivers Cuomo a entretenu au cours des années une proche relation avec ses fans par le biais d'Internet. Dès les années 1990, plusieurs chansons de Weezer n'apparaissant pas sur leurs albums étaient disponibles sur le web, chose moins usitée à l'époque. Finalement, plusieurs chansons tirées de sessions d'enregistrement datant de l'été 2000, année marquant le retour de Weezer après un hiatus de quelques années, ont été distribuées sur Internet, sans jamais faire recevoir de parution officielle.
Vers 2002, Cuomo a régulièrement utilisé les forums de discussion, où il signait "Ace" (en référence à Ace Frehley de Kiss). Dans le livret accompagnant l'album Maladroit, le groupe mentionne the message boards (les forums de discussion) dans les remerciements. Le musicien a posté ses essais d'entrée à Harvard sur son blog personnel sur sa page MySpace. Il a fréquemment utilisé ce MySpace, par le passé, pour offrir des clarifications ou des rectifications sur des propos tenus en cours d'interview ou sur des articles parus à son sujet dans la presse musicale. Il y a aussi apporté des bémols sur certaines informations erronées dans l'article le concernant de la Wikipédia en anglais. En 2010, il utilise surtout MySpace à des fins personnelles, la page de Weezer et le site officiel du groupe servant plutôt à communiquer de l'information aux fans.
Cuomo a déjà administré un site web intitulé C.O.R., ou Catalogue of Riffs, via lequel il partagé les démos de certaines chansons plus anciennes, et publiait des numérisations d'objets personnels, comme des lettres ou des pochettes de disques.

### Sur scène et avec les médias
Peu loquace en concert, Rivers Cuomo refuse habituellement les interviews à la télévision. Dans les premières années de Weezer, la tâche de parler aux journalistes, ou encore d'intervenir sur scène, était habituellement réservée au bassiste original du groupe, Matt Sharp. En revanche, Cuomo a développé dans les années subséquentes une relation beaucoup plus étroite avec son public par le biais d'internet. Il accorde plus volontiers des interviews à certains fans qui gèrent des webzines. En 2010, il collabore avec B.o.B dans Magic.

## Vie personnelle

### Éducation
Rivers Cuomo a étudié sporadiquement à Harvard dans les années 1990, avant d'y retourner en 2005, pour en sortir diplômé l'année suivante. Il habitait en 2005 et 2006 sur le campus de l'Université. Il a étudié à la Edwin Oscar Smith High School, une école secondaire de Storrs, dans le Connecticut, ainsi qu'au Santa Monica College, en Californie.

### Spiritualité
Depuis 2003, il est un adepte de la méditation Vipassana. La pratique de la méditation lui a été conseillée par le producteur Rick Rubin. Rivers Cuomo parle de son introduction à cette technique comme d'un « point tournant » dans sa vie.
Il a fait en 2003 un vœu d'abstinence sexuelle pour deux ans, et déclarait à la fin 2005 avoir non seulement atteint son objectif mais l'avoir même dépassé. Cuomo prétend que son statut de rock star ne lui a pas vraiment nui dans le respect de ce vœu d'abstinence puisqu'il estime que Weezer n'a « jamais vraiment eu de groupies ».
Cuomo a récemment fourni un soutien financier et de l'aide dans l'acquisition de droits d'auteurs pour un documentaire paru en 2007 et intitulé The Dhamma Brothers (aperçu 1, aperçu 2), au sujet de la pratique de la méditation Vipassana dans une prison d'État en Alabama.

### Mariage
Le 18 juin 2006, Rivers Cuomo a épousé Kyoko Ito, qu'il a rencontrée en 1997 dans le Massachusetts aux États-Unis. Cuomo a fait la demande en 2005, peu avant Noël, à Tokyo. La cérémonie s'est tenue sur une plage de Malibu, en Californie, en présence d'une centaine de convives, dont cinq des six autres musiciens ayant fait partie de Weezer (Mikey Welsh, bassiste en 2000 et 2001 étant le seul absent) ainsi que Rick Rubin.

### Autres
Il est né avec une jambe, la gauche, plus courte de 44 millimètres. Entre le Blue Album et Pinkerton, Cuomo a subi une opération (technique Ilizarov) pour ramener sa jambe gauche à la même longueur que la droite. Il a dû porter un dispositif spécial, composé de tiges et de broches, et subir de douloureux étirements pendant plusieurs mois. Une radiographie de sa jambe gauche fait partie du collage dans la pochette du single de The Good Life. Il portait ce dispositif lors d'une apparition de Weezer au talk-show de David Letterman en 1995.

## Dans la culture populaire
La formation Sugar Ray a composé la pièce Rivers en son honneur. Le groupe pop punk japonais Ellegarden a fait de même avec un morceau intitulé Cuomo.

## Discographie

### Weezer
- 1994 : Weezer (The Blue Album)
- 1996 : Pinkerton
- 2001 : Weezer (The Green Album)
- 2002 : Maladroit
- 2005 : Make Believe
- 2008 : Weezer (The Red Album)
- 2009 : Raditude
- 2010 : Hurley
- 2014 : Everything Will Be Alright in the End
- 2016 : Weezer (The White Album)
- 2017 : Pacific Daydream
- 2019 : Weezer (The Teal Album)
- 2019 : Weezer (The Black Album)
- 2021 : OK Human
- 2021 : Van Weezer
- 2022 : SZNZ: Spring
- 2022 : SZNZ: Summer
- 2022 : SZNZ: Autumn
- 2022 : SZNZ: Winter

### Solo
- 2007 : Alone: The Home Recordings of Rivers Cuomo
- 2008 : Alone II: The Home Recordings of Rivers Cuomo
- 2009 : Not Alone – Rivers Cuomo and Friends: Live at Fingerprints
- 2011 : Alone III: The Pinkerton Years
- 2018 : Two Broken Hearts (single)
- 2018 : Medicine for Melancholy (single)
- 2019 : Backflip (single ; chanson du générique de la série d'animation Les Œufs verts au jambon)
- 2022 : Anak Sekolah (single)
- 2023 : Halik (single)
- 2023 : Home (single)

### Collections de démos Weezify
- 2020 : Alone IV: The Blue-Pinkerton Years (contient Alone III: The Pinkerton Years)
- 2020 : Alone V: Before Weezer
- 2020 : Alone VII: The Green Years (contient Alone VI: The Black Room et Alone VIII: The Maladroit Years)
- 2020 : Alone IX: The Make Believe Years
- 2020 : Alone X: The Red-Raditude-Hurley Years
- 2020 : Alone XII: The White Year
- 2020 : Patrick & Rivers
- 2020 : Weezma: Daniel, Ryen & Rivers
- 2021 : Alone XIII: The Pacific Daydream Black Years

### Collaborations
- 1998 : Homie (en), American Girls, sur la bande sonore du film Meet the Deedles. Voix, guitare, musique.
- 1999 : The Rentals, My Head is in The Sun, sur l'album Seven More Minutes (en). Chanson coécrite avec Matt Sharp.
- 2002 : Crazy Town, Hurt You So Bad, sur l'album Darkhorse. Solo de guitare.
- 2003 : Cold, Stupid Girl, sur l'album Year of the Spider. Composée et chantée par Cuomo.
- 2003 : Mark Ronson, I Suck, sur l'album Here Comes The Fuzz. Voix, guitare et production.
- 2007 : The Relationship (en), Hand to Hold. Coécrite avec Brian Bell. Version retravaillée d'une démo laissée de côté pour Make Believe de Weezer.
- 2010 : B.o.B, Magic, sur l'album The adventures of Bobby Ray
- 2010 : Kevin Rudolf, Must be dreamin, sur l'album To the Sky
- 2011 : Simple Plan, Can't Keep My Hands Off You, sur le 4e album de Simple Plan, Get Your Heart On!
- 2011 : Steve Aoki, Earthquakey People sur l'album Wonderland
- 2013 : Scott Murphy, du groupe des Allister, sur l'album « Scott & Rivers » paru sur Itunes issu du projet du même nom, pour des chansons presque intégralement enregistrée en japonais, la version physique est uniquement disponible au Japon
- 2017 : AJR, Sober Up sur l'album The Click